# 山東省化学工場爆発事件
山東省化学工場爆発事件(さんとうしょうかがくこうじょうばくはつじけん)とは、2015年8月22日午後8時40分（CST）ころ、中華人民共和国山東省淄博市桓台県果里鎮東付村の潤興化工廠で発生した爆発事故である。

## 概要と人的被害状況
2015年8月22日午後8時50分頃、山東省北部の東営市麗景の工場地区にある化学工場で大きな爆発が起こった。新華社通信は事故翌日の速報で、この事故で1名が死亡、9人が負傷と伝えた。工場の周辺 1キロメートル未満に住宅がある。
同年9月2日現在で少なくとも5名が死亡、9名が負傷した。工場から5キロメートル離れた地点でも揺れを感じたという。一部の中国メディアは「工場に保管されていた化学物質に由来する有毒ガスが漏れ出ている恐れもある」と伝えている。警察は現場に通じる道路を封鎖し、工場から半径1キロメートルの範囲に住む人たちが避難した。

## 原因
事故の原因は詳細不明である。ただ初期調査では、アクリロニトリルという有毒の化学物質が爆発の原因とみられ、事故を受けてアクリロニトリル製造プラントの安全性評価が取り消され製造許可を失っている（後述）。
発災社では接着剤を製造する会社で、新技術を導入し昨年、操業を始めたばかりだった。年産10万トンのHDIと同30万トンのアクリロニトリルの生産を予定し、当時プラントは試運転中であった。この事故を受け、当局は2015年10月28日、製造プロセスの安全性評価およびアクリロニトリルの製造許可を取り消した。
アクリルニトリルは、日本では危険物第4類第1石油類に分類され、極めて気化しやすく燃えやすい性質がある<。また人体に対して毒性もあり一般高圧ガス保安規則では第2条2号に定める毒性ガスである。
アクリロニトリルが問題となった他の事故には、2015年7月に米テネシー州メリービルで発生した貨物列車の脱線・炎上事故の原因のひとつともなっている。なお本現場では、アクリロニトリルの危険性を考慮して消火活動は行われておらず、危険物処理班の出動が要請された。また日本では1982年に、アクリロニトリルとスチレンの共重合樹脂であるAS樹脂重合プラントで両者が混合したモノマーガスが漏れ出して爆発を起こした事例がある。